# 佐久間山
佐久間山（日语：／；太魯閣語：Dgiyaq waqa）是一座位於臺灣花蓮縣秀林鄉的山岳，該山為主構臺灣的中央山脈之一部分，海拔高約2,809公尺，攀登時間約為6天。其山名「佐久間」源自於臺灣日治時期第五任臺灣總督 ─ 佐久間左馬太的姓氏，以紀念其「理蕃」功臣。太魯閣族傳統名稱為Dgiyaq waqa（雙叉出之意）。該山岳主要以滑石為主要構成結構，山上植物以鐵杉、二葉松、箭竹等裸子植物以及單子葉植物為主。